# Claudio Baiocchi
Pour les articles homonymes, voir Baiocchi.
Claudio Baiocchi (20 août 1940 - 14 décembre 2020) est un mathématicien italien.

## Formation et carrière
Il est professeur à l'université de Pavie et dans les années 1990, il est professeur d'analyse mathématique supérieure à l'université de Rome « La Sapienza ».

## Travaux
Ses principales réalisations concernent les équations aux dérivées partielles, les inégalités variationnelles et quasi-variationnelles, les propriétés de régularité des solutions, les équations différentielles abstraites, les problèmes d'interpolation, l'analyse numérique des problèmes variationnels, les estimations d'erreurs optimales pour les schémas numériques, les problèmes d'évolution, les problèmes de contrôle optimal.
En 1971, il applique ses méthodes mathématiques à un problème de frontière libre dans la filtration de liquides à travers des milieux poreux avec des applications en génie civil (en utilisant la transformée de Baiocchi),,.
Ses recherches ultérieures ont porté, entre autres sujets, sur la Conjecture de Syracuse, les automates cellulaires et les machines de Turing.

## Prix et distinctions
En 1970, Baiocchi reçoit le prix Caccioppoli. En 1974, il est conférencier invité au Congrès international des mathématiciens à Vancouver. Il est élu à l'Académie italienne des sciences et à l'Académie des Lyncéens.

## Publications (sélection)
- avec V. Comincioli, E. Magenes & G. A. Pozzi: (en) « Free boundary problems in the theory of fluid flow through porous media: existence and uniqueness theorems », Annali di Matematica Pura ed Applicata, vol. 97, no 1,‎ 1973, p. 1–82 (DOI 10.1007/bf02414909, S2CID 119934268).
- (en) « Free boundary problems in the theory of fluid flow through porous media », Proc. Intern. Congress of Math, vol. 2,‎ 1974.
- avec Antonio Capelo: Variational and quasivariational inequalities. Applications to free boundary problems. Chichester/New York, Wiley 1984.
- avec G. Buttazzo, F. Gastaldi & F. Tomarelli: (en) Claudio Baiocchi, Giuseppe Buttazzo, Fabio Gastaldi et Franco Tomarelli, « General existence theorems for unilateral problems in continuum mechanics », Archive for Rational Mechanics and Analysis, vol. 100, no 2,‎ 1988, p. 149–189 (DOI 10.1007/bf00282202, S2CID 121906311).
- avec F. Brezzi & L. D. Marini; (en) Stabilization of Galerkin methods and applications to domain decomposition (pp. 343-355), Berlin; Heidelberg, Springer, 1992.
- (éd) avec Jacques-Louis Lions: Boundary value problems for partial differential equations and applications. Dedicated to Enrico Magenes, Elsevier-Masson, 1993
- avec F. Brezzi & L. P. Franca: (en) Claudio Baiocchi, Franco Brezzi et Leopoldo P. Franca, « Virtual bubbles and Galerkin-least-squares type methods (Ga. LS) », Computer Methods in Applied Mechanics and Engineering, vol. 105, no 1,‎ 1993, p. 125–141 (DOI 10.1016/0045-7825(93)90119-i).